# L. Peter Deutsch
Pour les articles homonymes, voir Deutsch.
L. Peter Deutsch (né Laurence Peter Deutsch le 7 août 1946 à Boston dans l'État de Massachusetts aux États-Unis) est le créateur du logiciel Ghostscript, un interpréteur PostScript et PDF multiplate-forme.

## Biographie

### Présentation
Diplômé de l'université de Californie, à Berkeley en 1973, il travaille par la suite pour Xerox PARC, ParcPlace Systems et Sun Microsystems. Il est connu pour ses nombreux travaux sur Smalltalk, notamment sur Smalltalk-80, la dernière implémentation du langage à l'origine de la compilation à la volée des premières versions de Java, et pour l'implémentation des langages Lisp 1.5 et TRAC sur machines PDP-1.
Il est également l'auteur de nombreuses RFCs. Son nom est par ailleurs associé aux illusions de l'informatique distribuée.
Il devient membre honorifique de la société savante ACM en 1994.

### Le Milieu Hacker et la Philosophie du Logiciel libre
En 1998, L. Peter Deutsch se déclare frustré par son expérience professionnelle des années 1971 à 1986 au Palo Alto research center, et tout particulièrement par ses cinq dernières années lorsqu'il travaille sur Smalltalk. Il regrette que son travail ne puisse déboucher sur des solutions et produits finaux. Et l'incapacité de Xerox à distribuer librement ses travaux contraste avec sa fascination pour le milieu hacker. Il s'arrange pour quitter Xerox PARC une année, et débute en juillet 1986 un travail à mi-temps dans une petite entreprise. Il souhaite consacrer son temps au milieu hacker et développer des logiciels libres. Il hésite malgré tout lorsqu'il apprend, en marge de la conférence OOPSLA de 86 à Portland, le projet de création d'entreprise d'anciens collègues, autour de Smalltalk.
Il rencontre alors Richard Stallman avec qui il partage ses réflexions.
Il développe finalement Ghostscript pour le projet GNU.

### Ghostscript
Il poursuit dès lors les développements de Ghostscript en soirée et sur son temps libre, tout en travaillant pour son employeur la journée, à plein temps, pendant six ans et demi. Il fonde ensuite la société Aladdin Enterprises pour distribuer le logiciel Ghostscript sous licence AFPL, puis la société Artifex Software pour le distribuer sous une double licence, AFPL et GPL.

## État civil
Deutsch a changé son premier prénom Laurence en L. le 12 septembre 2007, officialisant ainsi l'utilisation du nom L. Peter Deutsch dans ses publications et autres activités publiques antérieures.